# خارا (أصفهان)
خارا هي قرية في مقاطعة أصفهان، إيران. يقدر عدد سكانها بـ 724 نسمة بحسب إحصاء 2016.